# Mehtar Aḩmad
Mehtar Aḩmad (persiska: مهتر احمد) är en ort i Iran.   Den ligger i provinsen Östazarbaijan, i den nordvästra delen av landet, 600 km nordväst om huvudstaden Teheran. Mehtar Aḩmad ligger 1 455 meter över havet och antalet invånare är 250.
Terrängen runt Mehtar Aḩmad är kuperad åt nordväst, men åt sydost är den platt.Runt Mehtar Aḩmad är det ganska tätbefolkat, med 56 invånare per kvadratkilometer. Närmaste större samhälle är Shabestar, 17,5 km sydväst om Mehtar Aḩmad. Trakten runt Mehtar Aḩmad består i huvudsak av gräsmarker.